# فهرست موضوعی نسخه‌های خطی عربی کتاب‌خانه‌های جمهوری اسلامی ایران و تاریخ علوم و تراجم دانشمندان اسلامی
فهرست موضوعی نسخه‌های خطی عربی کتاب‌خانه‌های جمهوری اسلامی ایران و تاریخ علوم و تراجم دانشمندان اسلامی کتابی از محمد باقر حجتی است که در سال ۱۳۷۰ منتشر و در مراسم کتاب سال جمهوری اسلامی ایران به‌عنوان کتاب برگزیده معرفی شد.